# تاگیشیمیمی
تاگیشیمیمی (به ژاپنی: 手研耳命 Tagishimimi) یک شخصیت نیمه افسانه ای در اساطیر ژاپن بود. او پسر امپراتور جینمو، بنیان‌گذار افسانه ای ژاپن، توسط یکی از زنان غیراصلی خود بود، و قصد داشت برادران ناتنی خود را برای به ارث بردن تاج و تخت جینمو بکشد.
تاگیشیمیمی بزرگتر از وارث قانونی جینمو، امپراتور سوئیزی بود، و با توجه به تجربه تاگیشیمیمی در امور کشوری، امپراتور سوئیزی به برادر ناتنی بزرگتر خود به عنوان مشاور اعتماد کرد. با این حال، تاگیشیمیمی علیه امپراتور جوان توطئه کرد و نقشه‌هایی را برای قتل او و برادرش، شاهزاده کامویاایمیمی طراحی کرد. مادر امپراتور (که تاگیشیمیمی پس از مرگ شوهر اولش، پدرش جینمو او را به عنوان همسر گرفته بود) از این ماجرا باخبر شد، و از طریق ترانه و شعر به پسرانش هشدار داد. امپراتور تیر و کمان درست کرد و همراه با شاهزاده تاگیشیمیمی، تاگیشیمیمی را متعجب کرد. کامویاایمیمی قادر به شلیک به برادر ناتنی خود نبود، بنابراین امپراتور سوئیزی کمان برداشت و خود تاگیشیمیمی را کشت.